# Ciudadanos honrados
Ciudadanos honrados (en catalán, ciutadans honrats) se refiere a una clase de aristocracia urbana que se desarrolló en la Corona de Aragón durante la Baja Edad Media simultáneamente al propio crecimiento político de las grandes ciudades.
A partir del siglo XI, en paralelo al crecimiento de esas grandes ciudades, se había ido constituyendo una clase de patriciado burgués que, con el incremento de la libertad municipal concedido por la realeza, irá monopolizando el gobierno de la ciudad.
Cuando a partir del siglo XII se produjeron diferenciaciones entre estamentos o mans (manos), los ciudadanos honrados comenzaron a posicionarse como la mà major (mano mayor). Estaba formada por gente de carrera, familias de buena posición, e incluso propietarios de terrenos con derechos de señorío.
La máxima representación de esta clase fue el ciudadano honorable de Barcelona (en catalán ciutadà honrat de Barcelona), que estaba exento de determinados tributos y disfrutaba de prerrogativas. Formaron un número reducido de familias, pero también se podía acceder a ello por acuerdo favorable de los consejeros de la ciudad. 
Era una oligarquía urbana con un poder creciente en un momento en que el desarrollo municipal de las grandes ciudades en toda Europa competía con el campo, tradicional feudo de la nobleza.
Los ciudadanos honrados de Barcelona desempeñaron un papel fundamental en la creación de la Biga durante el siglo XV. La Biga agrupaba a los ciudadanos honrados con grandes comerciantes importadores para oponerse, políticamente, a los mercaderes, comerciantes y menestrales. Durante los siglos XVI y XVII los ciudadanos honrados formaron parte del brazo real, es decir, podían participar en las Cortes. 
En Valencia, desde 1420, a los ciudadanos honrados, doctores, licenciados en derecho y aquellos que tenían estudios de derecho, se les reconocían los mismos honores, gracias e inmunidades que a los caballeros y hombres de paraje.
Un ejemplo de esta influencia se encuentra en la ciudad de Orihuela a finales del siglo XV y comienzos del XVI.